# Galerie de l'UQAM
La Galerie de l'UQAM est une galerie universitaire consacrée à l'art contemporain qui se situe à l'Université du Québec à Montréal.

## Description
La Galerie de l'UQAM produit et médiatise des expositions, des programmes publics et des publications sur l'art contemporain québécois, canadien et international. Celles-ci couvrent le travail d'artistes professionnels, tout en portant attention aux travaux des étudiants universitaires en arts visuels et médiatiques, en histoire de l'art et en muséologie. L'institution a également pour mandat la conservation, la gestion et la diffusion de la Collection d’œuvres d’art appartenant à l’Université du Québec à Montréal. L'Université pour sa galerie et ses œuvres exposées sur son domaine est financée par le Conseil des arts du Canada.

## Historique
La Collection de l'UQAM a été créé en 1969 à partir d'un don de l'ancienne École des beaux-arts de Montréal regroupant près de 3 000 gravures d'étudiantes et étudiants de l'atelier Albert Dumouchel

. La Galerie de l'UQAM a quant à elle été fondée en 1975 et relocalisée dans les nouveaux bâtiments de l'Université au Pavillon Judith-Jasmin en 1979. À partir des années 1980, elle s'est dotée d'une politique d'acquisition qui vise à constituer une collection pouvant témoigner de l'enseignement des arts et des tendances actuelles de l'art québécois. Elle est réputée dans le réseau des galeries universitaires du Canada et en tant qu'acteur important de la scène artistique contemporaine.

## Publications
Quelques publications :

### 2012-2015
- Louise Déry, Fabrizio Gallanti et Kevin Muhlen, Aude Moreau. La nuit politique, Galerie de l'UQAM, Montréal, 2015, 104 p.
- Louise Déry, Michael Blum, Notre histoire/Our History, Galerie de l'UQAM, Montréal, 2014, 153 p.
- Louise Déry (et al.), Le Projet Peinture. Un instantané de la peinture au Canada, Galerie de l'UQAM, Montréal, 2013, 364 p.
- Sylvie Cotton, Nathalie De Blois, Moi aussi, Galerie de l'UQAM et Éditions les petits carnets, Montréal, 2013, 101 p.
- Thérèse St-Gelais (et al.), Loin des yeux près du corps. Entre théorie et création, Galerie de l'UQAM et Les éditions du Remue-Ménage, Montréal, 2012, 182 p.
- Mélanie Boucher (et al.), Patrick Bernatchez. Lost in Time, Galerie de l'UQAM, Montréal, 2012, 128 p.
- Eve-Lyne Beaudry (et al.), Stéphane Gilot. Mondes modèles / Model Worlds, Galerie de l'UQAM, Montréal, 2012, 128 p.